# Jastrow Stadt
Jastrow Stadt – dawny kolejowy przystanek osobowy w Jastrowiu, w województwie wielkopolskim, w Polsce. Przystanek położony był na linii kolejowej biegnącej z Jastrowia do Węgierców, rozebranej w 1945.